# Pierre Louis Dulong
Pierre Louis Dulong (Rouen, 12 o 13 de febrer de 1785 - París, 18 o 19 de juliol del 1838), fou un químic i físic francès, autor d'obres sobre la calor.

## Biografia
Fill únic, orfe a l'edat de quatre anys amb una considerable fortuna, se li va encomanar a la seva tia que vivia a Auxerre. Va rebre la seva educació secundària a la universitat d'aquesta ciutat i després, a l'espera d'arribar a l'edat de setze anys, va realitzar un curs de gramàtica i un curs de química a l'Escola Central de Rouen.
En 1800, va tornar a Auxerre a sotmetre's als exàmens d'entrada a l'Escola Politècnica i és l'únic admès dels seixanta candidats presentats. Encara que preferia l'enginyeria naval, per manca de places va entrar a l'artilleria de terra. Però la debilitat de la seva salut el va obligar a abandonar l'escola abans de finalitzar el segon any.
Després va estudiar medicina, que va practicar en un barri pobre de París, al Faubourg Saint-Marceau. A continuació, va tornar a la ciència, primerament es va interessar per la botànica, i a continuació per la química quan va passar a ser assistent al laboratori de Berthollet, on va treballar en la reacció de sals solubles amb les sals insolubles.
Va ser nomenat per influència de Berthollet, professor de química i física a l'Escola Normal. Hi va preparar el primer any el curs de química de Louis Jacques Thénard.
El 24 de juliol de 1813, va ser nomenat professor de física i química a l'Escola Veterinària d'Alfort, però va dimitir per motius de salut el 13 d'octubre 1827. Va treballar després amb Petit sobre la calor. Va ser nomenat examinador de química a l'Escola Politècnica a 1812, de química i de física el 181] i, a continuació, va ser professor de Física del 1820 al 1829, succeint Alexis Thérèse Petit, i director d'estudis de 1830 fins a la seva mort.
En 1820, va ser nomenat professor ajudant a la Facultat de Ciències de París de Thénard a càrrec del segon semestre. En 1828, intercanvia el seu curs de química amb el curs de física de Gay-Lussac i el 1832, va ser nomenat titular de la càtedra de física.
Va ser elegit membre de l'Acadèmia de Ciències el 1823.a la secció de física general.

## Obra
Dulong va descobrir el 1812 el triclorur de nitrogen, NCl₃, i en el decurs dels seus experiments sobre aquest compost inestable va perdre, com a conseqüència d'una explosió, un ull i dos dits. De 1813 a 1817 va treballar en l'estudi de diversos àcids: l'àcid nitrós, els àcids fosfòrics i l'àcid oxàlic. El 1823 amb Thénard va estudiar la catàlisi amb metalls.
En física, va reconèixer amb Alexis Thérèse Petit, que la calor específica dels metalls està en relació inversa de la massa dels seus àtoms. Ells van desenvolupar una teoria per explicar el valor de la calor específica dels metalls coneguda com a Llei de Dulong i Petit, que va permetre la determinació de masses atòmiques.
Va determinar el coeficient de dilatació del mercuri, la velocitat del so dins gasos i, amb François Arago, la força elàstica del vapor a diferents temperatures.

### Obres
- Recherches sur la décomposition mutuelle des sels insolubles et des sels solubles (Annales de Chimie, t. LXXXII) ;
- Mémoire sur une nouvelle matière détonante (Mémoires de la Société d'Arcueil, t. III) ;
- Recherches sur les lois de la dilatation des solides, des liquides et des fluides élastiques, et sur la mesure exacte des températures (Annales de Chimie et de Physique, t. II) ;
- Observations sur quelques combinaisons de l'azote et de l'oxygène (ibid.);
- Mémoire sur les combinaisons du phosphore avec l'oxygène (Mémoires de la Société d'Arcueil, t. III);
- Recherches sur la mesure des températures et sur les lois de la communication de la chaleur (Annales de Chimie et de Physique, t. VIl);
- Recherches sur quelques points importants de la théorie de la chaleur (ibid., t. X) Traducció a l'anglès Annals of Philosophy 14, 189-198 (1819);
- Nouvelle détermination des proportions de l'eau et de la densité de quelques fluides élastiques (ibid.,t. XV) ;
- Notes sur la propriété que possèdent quelques métaux de faciliter la combinaison des fluides élastiques (Mémoires de l'Institut, t. V) ;
- Recherches sur les pouvoirs réfringents des fluides élastiques (ibid., t. X) ;
- Recherches sur la force élastique de la vapeur d'eau (ibid., t. X);
- Rapport, fait le 9 janvier 1832, avec MM. Arago, Prony et Cordier, sur un Mémoire relatif aux appareils producteurs de la vapeur, lu à l'Académie des Sciences, par le baron Seguier; Paris, 1832, in-8°.